# Breitenfeld (Gardelegen)
Breitenfeld ist ein Ortsteil der gleichnamigen Ortschaft der Hansestadt Gardelegen im Altmarkkreis Salzwedel in Sachsen-Anhalt, Deutschland.

## Geographie
Breitenfeld liegt am Rande der Hellberge. Nördlich des als Straßendorf angelegten Ortes entspringt die Tarnefitzer Elbe. Westlich des Dorfs, auf dem Weg nach Quarnebeck liegt der Aussichtspunkt Breitenfelder Brockenblick. Bei klarer Sicht ist von hier aus der über 90 km entfernte Brocken zu sehen.

## Geschichte

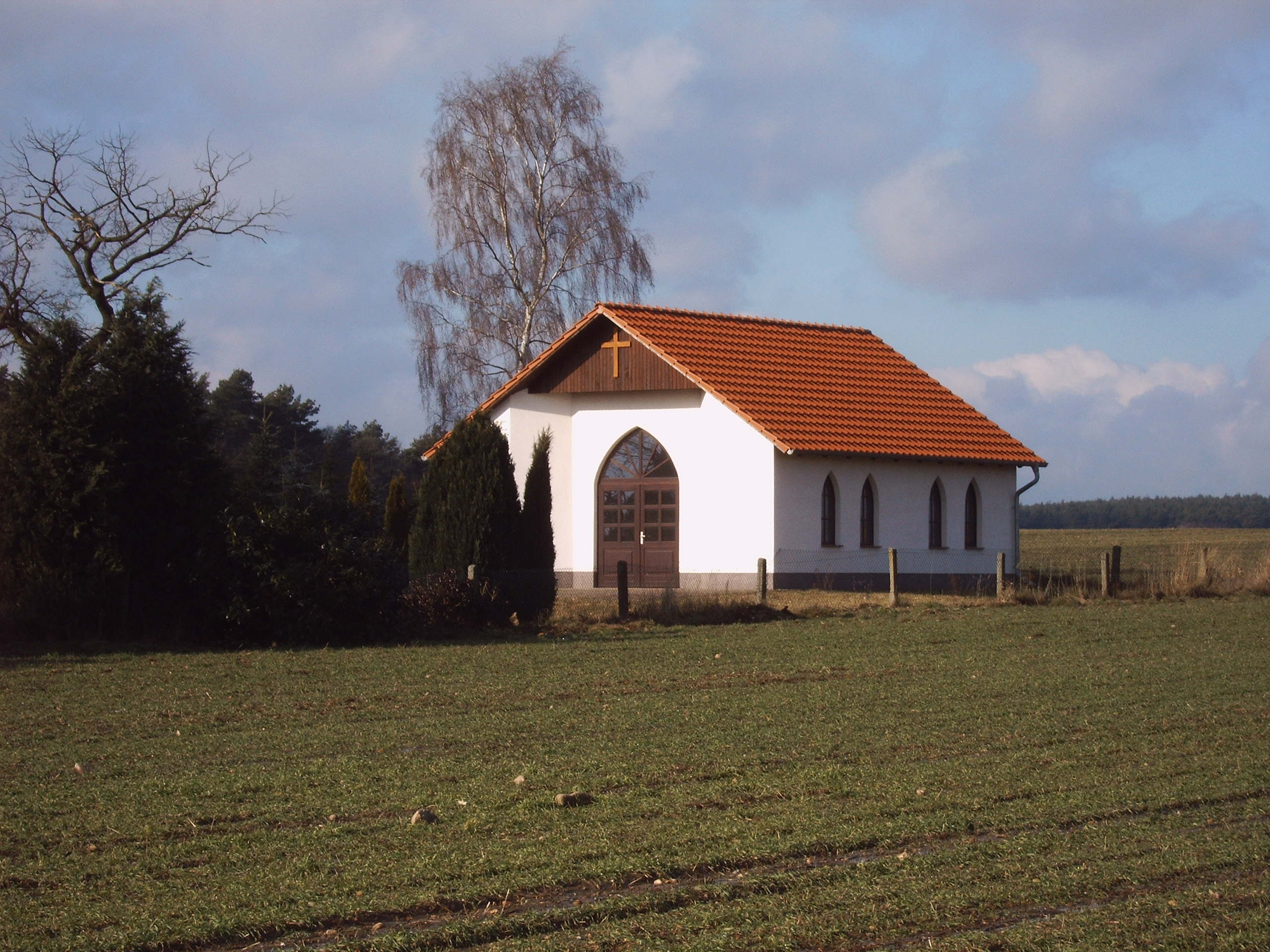
Friedhofskapelle

Die erste urkundliche Erwähnung Breitenfelds erfolgte am 28./29. Februar 1258 als villa Bredeult, in einem von Markgraf Johann I. von Brandenburg zwischen den Herzögen Albrecht von Sachsen und Albrecht von Braunschweig vermittelten Vergleich. Der Vergleich betraf im Wesentlichen das Schloss Hitzacker und wurde in Breitenfeld unterzeichnet. Der Grund, wieso der Vergleich gerade in Breitenfeld zustande kam, ist unklar. Es gibt Vermutungen, wonach die streitenden Parteien zuvor eine militärische Auseinandersetzung in der Nähe Breitenfelds hatten und sich daher Breitenfeld als Ort der Verhandlungen ergab.:S. 12 ff.
Die Anlage Breitenfelds als Straßendorf und die bis heute überlieferten Orts- und Flurnamen lassen auf eine deutsche Gründung des Ortes schließen, die vermutlich im 12. Jahrhundert erfolgte.:S. 11 Südlich der heutigen Ortslage, zwischen Breitenfeld und Jeggau gab es die beiden wohl schon im 14. Jahrhundert wieder wüst gewordenen Orte Hohen-Heerde und Sieden-Heerde. Nach einer Urkunde aus dem Jahr 1394 gehörte Breitenfeld zu diesem Zeitpunkt zum ursprünglich altmärkischen dann jedoch zu Braunschweig-Lüneburg gehörenden Schloss Klötze.

### Das geteilte Dorf
Zumindest seit 1430, möglicherweise bereits früher, gehörte das halbe Dorf Birdenfeld zum Lehen derer von Platen, die zeitweise auch mit dem Schloss Klötze und somit der anderen Hälfte des Ortes belehnt waren. Wann es zu dieser Aufteilung des Ortes zwischen Schlossherrschaft und Lehen einer Familie kam, ist unbekannt. Während die Burg Klötze zu diesem Zeitpunkt bereits als braunschweig-lüneburgisches Lehen zu betrachten ist, war das hälftige Lehen derer von Plates weiterhin ein brandenburgisches Lehen. Am 15. Juni 1434 veräußerten Gebhardt und Hilmar von Plate ihre Hälfte des Ortes (Breddenfelde) an Bernd und Matthias von der Schulenburg. Da sowohl die Familie von Plate und später auch die von Schulenburgs auch mit der Burg belehnt waren, könnte die entstandene Teilung des Orts unter die Hoheit zweier unterschiedliche Länder, Braunschweig-Lüneburg und Mark Brandenburg, zunächst wenig Auswirkungen auf das Alltagsleben gehabt haben. Ob es im 15. und zunächst auch im 16. Jahrhundert überhaupt eine verwaltungstechnische Trennung von Besitz des Amtes Klötze und des jeweiligen Familienbesitzes gab, ist unbekannt.:S. 31 Später ergaben sich jedoch teils erhebliche Probleme. So gab es im Dorf Streit darüber wer die Holzung auf dem beim Dorf gelegenen Bußberg nutzen darf. Nach brandenburgischer Sicht stand dieses Recht nur den brandenburgischen Einwohnern zu. Um 1580 verprügelten die brandenburgischen Breitenfelder ihre lüneburgischen Nachbarn und vertrieben sie vom Bußberg. Zwischen den Landesherren aufgenommene Verhandlungen ergaben, dass die Holzung nicht den Breitenfeldern, sondern dem Amt Klötze zustand. Schwierigkeiten ergaben sich auch bei der Frage des Einkaufs von Salz, welches als Konservierungsmittel in größeren Mengen eingesetzt wurde. Während die lüneburgischen Untertanen 1585 verpflichtet wurden, das Salz beim Amt Klötze und somit lüneburgisches Salz zu beziehen, hatten die Brandenburger einen eigenen Salzladen im Ort.:S. 38 Der Streit über die Salzproblematik zog sich über Jahrhunderte hin. 1698 wurde der Küster der Breitenfelder Schule verpflichtet, benötigtes Salz nicht im örtlichen, brandenburgischen Salzladen zu kaufen, da sich das Schulgebäude nicht auf brandenburgischer Seite befand. Auch für 1751 ist der Streit über den Einkauf von Salz noch urkundlich belegt. Allerdings ergaben sich auch Situationen gemeinsamen Vorgehens. So konnte sich die Gemeinde Breitenfeld 1597 gegen die Familie von der Schulenburg in einem Streit um Holznutzungsrechte auf dem Stakenberg durchsetzen. Unklar ist, ob Breitenfeld in der Zeit der Teilung einen oder zwei Dorfschulzen hatte. Da bis in das 17. Jahrhundert hinein die niedere Gerichtsbarkeit noch in Breitenfeld selbst ausgeübt wurde, wäre eine jeweilige Vertretung der beiden Grundherrschaft naheliegend. Die Existenz von zwei gleichzeitigen Schulzen ist jedoch nicht belegt. Möglicherweise wurde das Amt abwechselnd besetzt, wie es bei der Pfarrstelle üblich war.:S. 53 Die von der Bevölkerung an die jeweilige Herrschaft zu leistenden Abgaben unterschieden sich in den beiden Dorfhälften.
Obwohl die Teilung des Orts über lange Zeit durchaus von praktischer Bedeutung war, ist der Verlauf der Grenze heute nicht sicher bekannt. Wahrscheinlich ist, dass es keine klare durch den Ort verlaufende Grenze gab, sondern die einzelnen Höfe jeweils dem einen oder anderen Landesherren unterstanden.:S. 44 ff. Preußen schlug 1784 eine Bereinigung der unklaren Situation vor, wozu es jedoch scheinbar nicht kam. Trotz dieser Situation bestand in Breitenfeld zeitweise eine Zollstation in der auch Wegezoll erhoben wurde. Möglicherweise bestand an dieser Station sogar ein Schranke.:S. 44 f. Eine Karte des Jahres 1794 gibt als Anmerkung zu Breitenfelde an, dass dort 13. Lünebl. 8. Altmärck. Höfe vorhanden wären und stellt die einzelnen Höfe farblich dar.:S. 50 Auf Karten des 18. Jahrhunderts wurde Breitenfeld im Übrigen jeweils in der Fläche als zum braunschweig-lüneburgischen Amt Klötze gehörig dargestellt, was folgerichtig erscheint, da Breitenfeld ursprünglich zur Burg Klötze gehörte und lediglich feudale Rechte an die Familie von Plate und letztendlich zur Altmark und dem späteren Preußen gelangten.:S. 52
Das Ende der Teilung des Ortes deutete sich dann ab dem Ende des 18. Jahrhunderts an. Immer wieder gab es Streitigkeiten zwischen Preußen und der hannoverschen Seite, zu welcher das Amt Klötze und mit ihm die Hälfte Breitenfelds als Exklave gehörte. 1791 verbot Preußen den Import von Waren aus dem Amt Klötze nach Preußen, was für große wirtschaftliche Schäden in Klötze sorgte. Während der Koalitionskriege zogen 1792 preußische Truppen auch durch das Amt Klötze. Ende Dezember 1792 erfolgte eine Einquartierung des preußischen Regiments des Hauptmann Kosel mit 126 Soldaten, 48 Trainknechten und 36 Frauen in beiden Teilen Breitenfelds. Auch 1793 kam es zu Truppenbewegungen und Einquartierungen. 1796 schloss Preußen seine Grenze und es ergab sich ein längerer Streit über Zollfragen, der erst im November 1796 beigelegt wurde. 1798 verbot Preußen den Import von weißen Bohnen und Getreide aus dem hannoverschen Gebieten. 1800 verschärfte sich die Lage nach einigen Vorfällen weiter. Einwohner des Amtes Klötze durften nur noch mit einem Pass die Grenze nach Preußen passieren. Im Jahr 1801 besetzte Preußen das Kurfürstentum Hannover. Damit kam das Amt Klötze unter preußische Kontrolle, so dass beide Teile des Dorfes faktisch von Preußen kontrolliert worden.
1803 marschierten französische Truppen in Hannover ein. Nachdem diese im September 1805 die Region wieder verließen, besetzten preußische Truppen ab November 1805 das Land. Zum 1. April 1806 wurde das gesamte Gebiet und damit auch das Amt Klötze zum preußischen Territorium erklärt. Beide Teile Breitenfelds gehörten damit zu Preußen. Diese Situation dauerte jedoch nur kurz an. Frankreich schlug Preußen im Oktober 1806 bei Jena und Auerstedt. Die Hannoverschen Gebiete wurden am 4. November 1806 zu einer Provinz Frankreichs erklärt. Nach dem Frieden von Tilsit wurden die Territorien in das neu gebildete französisch dominierte Königreich Westphalen eingegliedert, welches auch die westelbischen Gebiete Preußens umfasste. Breitenfeld war als Teil des Elbedepartment des Königreich Westphalen damit wiederum vereint. Es wurde französisches Geld und ab 1808 auch der Code Napoléon eingeführt. Alte feudale Dienstverpflichtungen wurden aufgehoben, trotzdem wurde die französische Fremdherrschaft von der Bevölkerung abgelehnt und als Belastung betrachtet.
Nach der französischen Niederlage im Russlandfeldzug von 1812 waren bereits ab Mitte März 1813 erste russische Kosaken in der Region aktiv. Sich zurückziehende napoleonische Einheiten durchquerten das Gebiet und wurden kurzzeitig einquartiert. Im Mai 1813 zogen dann die französischen Truppen ab. Der Breitenfelder Joachim Nicolaus Schmidt nahm an den Kämpfen der Jahre 1812 bis 1815 teil. Mit der Auflösung des Königreich Westphalen wurden die alten Landesgrenzen wiederhergestellt. Ab Oktober 1813 gehörte das Amt Klötze und somit die Hälfte Breitenfelds wieder zu Hannover. Die alten Gesetze wurden wieder eingeführt. Selbst die alten Zollstreitigkeiten zwischen Preußen und Hannover lebten wieder auf.
Mit der Schlussakte des Wiener Kongress vom 9. Juni 1815 einigten sich das Königreich Hannover und Preußen auf einen Gebietstausch, wonach das Amt Klötze im Austausch gegen preußische Besitzungen zum 1. Januar 1816 an Preußen fiel. Ab diesem Zeitpunkt waren beide Ortshälften wieder in einem Land vereint. Gegen den Wechsel nach Preußen setzten mehrere Bürger des Amtes Klötze eine letztlich jedoch erfolglose Petition auf, die auch von fünf Breitenfeldern unterschrieben wurde.
Im 19. Jahrhundert wurde zeitweise die Colonie Eigenthum an der Straße nach Jeggau als zu Breitenfeld gehörig geführt.

### Katastrophen und Epidemien
Wiederholt kam es in der Region zu Ausbrüchen der Pest, die auch für Breitenfeld Auswirkungen gehabt haben dürften. Die Epidemie wird für die nähere Umgebung für die Jahre 1428, 1438, 1463/64, 1483, 1566, 1598 und 1613. Benachbarte Städte wie Klötze und Gardelegen verloren hierbei teilweise einen Großteil ihrer Bevölkerung. Für Juli 1441 wird für das Amt Klötze ein Hagelunwetter mit Hagelkörnern groß wie ein Gänseei berichtet. 1460 bestand in der Gegend eine Hungersnot infolge einer starken Preissteigerung. Infolge ungünstiger Witterungen ausbleibende oder stark verminderte Ernten hatten wiederholt schwerwiegende Folgen für die Bevölkerung. 1468 war die Witterung auch im Sommer dermaßen kühl und feucht, dass das Korn nicht reifte. Auch Obst und Heu konnten kaum geerntet werden. Bäche traten über die Ufer. Der Winter brachte so viel Schnee, dass Hausdächer eingedrückt wurden. Im Jahr 1473 war der Sommer hingegen so trocken, dass Waldbrände ausbrachen und die Feldpflanzen vertrockneten. Ähnliches galt für 1480. Für dieses Jahr ist überliefert, dass die Mühle des Amtes Klötze wegen des Austrocknen des Baches nicht mehr arbeiten konnte. 1560 und 1588 kam es in Breitenfeld zu einer Überschwemmung. Im gleichen Jahr vernichtete Hagel die Breitenfelder Roggenernte. Große Ernteausfälle gab es im Bereich des Amtes Klötze auch in den Jahren 1608 und 1609. Im Juni 1610 wurde der Roggen wieder durch Hagel zerstört. Eine weitere Missernte folgte dann bereits 1613 und verursachte eine mit vielen Toten einhergehende Hungersnot sowie den Ausbruch der Pest. 1619 setzten bereits Anfang August Nachtfröste, gefolgt von einer Dürre ein. Eine erneute Hungersnot war die Folge. Im Jahr darauf sah sich das Amt Klötze veranlasst aus der Region Magdeburg geholtes Saatgut frei an die Bauern zu verteilen, um eine Wiederaufnahme der Landwirtschaft überhaupt zu ermöglichen.:S. 82 ff.

### Dreißigjähriger Krieg
Erste Auswirkungen des Dreißigjährigen Kriegs ergaben sich ab 1620. Im Januar dieses Jahres wurden in der Umgebung durch den Bischof von Halberstadt Truppen angeworben. Bereits im Juni des gleichen Jahres durchquerten Niederländer als erste ausländische Truppen das Gebiet. Die Lage der Bevölkerung verschlechterte sich in den folgenden Jahren dramatisch. Zwar gab es zunächst bis 1625 in der Region keine tatsächlichen Kampfhandlung, es zogen jedoch ständig zum Teil plündernde Truppen unterschiedlicher Kriegsherren durch das Gebiet. Mangels Saatkorn blieben Bestellungen der Felder aus, ab 1623 herrschte Hunger. Trotzdem versuchten die Landesherren Abgaben einzutreiben. Auch die Pest brach in der Region aus und ist 1626 für das benachbarte Quarnebeck urkundlich belegt. 1627 vertrieben kaiserliche Truppen dänische Truppen nach Norden. Die sich bis 1629 anschließende dauerhafte Präsenz kaiserlicher Truppen in der Altmark, die sich letztlich über die geringen Erträge der Dörfer versorgten, führten zum weiteren Verfall der wirtschaftlichen Grundlagen. 1629 rückten dann wieder lüneburgische Truppen ein. Der Landesherr versuchte über das Amt Klötze rückständige Abgaben einzutreiben. Dabei wurden verbliebene, eigentlich für die Feldbestellung erforderliche Pferde eingezogen. In Hausdurchsuchungen wurde, meist vergeblich, nach verbliebenen werthaltigen Positionen gesucht. Die folgende Hungersnot führte im Jahr 1630 zu ersten Hungertoten im Bereich des Amtes Klötze. In den folgenden Jahren wechselte der lüneburgische Landesherr im Krieg mehrfach die Seite. Weitere Truppendurchzüge und ständige Übergriffe durch Marodeure belasteten die Dörfer weiter. Mehrere Dörfer der Nachbarschaft, darunter Döllnitz waren 1635 vollständig, viele teilweise zerstört. 1635 rückten schwedische, 1636 sächsische Truppen ein. Die Übergriffe durch Letztere sollen so schlimm gewesen sein, dass die verbliebene Bevölkerung die Dörfer verließ und in die Wälder der Umgebung zog. Nach der 1636 erfolgten weitgehenden Zerstörung des Amtes Klötze lagen die Äcker des Amts bis August 1637 brach. In diesem Zeitraum organisierten sich auch die Bewohner mehrere Dörfer der Region, vor allem im südlich gelegenen Drömling militärisch, um mehr Sicherheit für die Bevölkerung zu erlangen. 1638 war die Region wiederum durch kaiserliche Truppen besetzt. 1639 und 1640 ergab sich eine gewisse Erholung. Den Bauern wurde im Raum Magdeburg erworbenes Saatkorn zur Verfügung gestellt, um 1639 eine Bestellung der Felder zu ermöglichen.
Bereits 1641 zogen jedoch wiederum schwedische Truppen durch das Gebiet. Mehrere Orte, darunter auch Breitenfeld, wurden gebrandschatzt. In Breitenfeld sollen dabei 16 Häuser zerstört und 15 Menschen ermordet worden sein. Für Breitenfeld wird von einer Gräueltat berichtet, wonach ein Bewohner in einem Kessel mit siedendem Wasser zu Tode kam.:S. 94 f. 1642 berichtete der Klötzer Amtmann Aschen von Mandelshohe das von den drei in Breitenfeld noch neben einigen Katen bestehenden Höfe, die beiden Besten durch die Schweden zerstört worden seien. In einem 1642 erstellten Verzeichnis des Amtes Klötze werden alle neun in Breitenfeld befindlichen Höfe als verwüstet bezeichnet. Nach zeitweise erneuter Anwesenheit kaiserlicher Truppen, blieben die Schweden dann noch bis über den Friedensschluss von 1648 hinaus, um im Vertrag geregelte Vereinbarungen und Zahlungen auch durchzusetzen. Für die Zeit um 1652 ist eine Wolfsplage in der Region überliefert.
Ende der 1640er Jahre setzte dann jedoch ein Wiederaufbau der Region ein. In einem Verzeichnis des Amtes Klötze aus dem Jahr 1665 werden allerdings immer noch vier Hofstellen als ungenutzt geführt. Auch spätere Kriege beeinträchtigten die Region durch Truppendurchzüge und Einquartierungen, wobei jedoch die Ausmaße des Dreißigjährigen Krieges unerreicht blieben.

### Wirtschaftliche Entwicklung im 18. und 19. Jahrhundert
Im Dorf gab es im 18. Jahrhundert auf Klötzer Seite sieben Vollbauern und einen, zeitweise zwei Kossaten. Auch auf schulenburgscher Seite gab es sieben Vollbauern und einen Kossaten. Die familiären Besitzverhältnisse der großen Höfe in der Nähe der Kirche hatten über lange Zeit bestand. So fanden sich die gleichen Familiennamen wie im 18. Jahrhundert auch noch im 20. Jahrhundert wieder. Zugleich bestand in Breitenfeld die Besonderheit, dass zumindest die sieben zum Amt Klötze gehörenden Vollhöfner über einen exakt gleich großen Grundbesitz verfügten. Eine soziale Differenzierung unter den Vollbauern war somit bezüglich des Eigentums zunächst nicht gegeben. Auch die Bewirtschaftung der landwirtschaftlich Flächen erfolgte, wie dies auch andernorts üblich war, gemeinsam. Jeder Hof hatte in den verschiedenen Gewannen Eigentum, so dass die Ländereien eines Hofs über die gesamte Feldmark verstreut und jeweils in einer dichten Gemengelage mit dem Grundbesitz der anderen Höfe lagen. Auf Grund dieser Zersplitterung war eine einzelne Bewirtschaftung nicht praktikabel, da der Zugang zum jeweils eigenen kleinen Ackerstück zwangsläufig über die Äcker der anderen Bauern führte. Eine Anlegung dermaßen vieler Feldwege hätte die landwirtschaftlich nutzbare Fläche erheblich reduziert. Daher wurden von allen Höfen gemeinsam jeweils zeitgleich der gleiche Schlag bearbeitet. Koordiniert wurde diese gemeinsame Tätigkeit vom Dorfschulzen. Geändert wurde diese Bewirtschaftungsform durch die Separation. In Breitenfeld fand die erste Separation in den Jahren 1827/28 statt. Die Grundstücke der Bauernhöfe wurden so zusammengelegt, dass für jeden Hof unabhängig von den anderen Höfen eine wirtschaftliche Bewirtschaftung möglich wurde. Die Höfe waren nun dem freien Grundstücksverkehr und moderneren Produktionsmethoden zugänglich. Ein Teil der Höfe wurde durch Teilverkäufe und Erbteilungen kleiner, andere größer. Die sozialen Unterschiede zwischen den Besitzern großer Höfe und den zahlreicher werdenden Besitzern kleiner Höfe erhöhte sich. Für das Gemeindeleben stellte die Separation und die damit erfolgenden veränderten Arbeits- und Besitzverhältnisse einen deutlichen Einschnitt ein.
Veränderungen ergaben sich auch bei den zu leistenden Abgaben. Die vielfältigen aus feudaler Zeit stammenden Dienstverpflichtungen, wonach die Bauern bestimmte Arbeitsleistungen zu erbringen hatten, wurden nach und nach abgelöst. So gab es Verpflichtungen Spandienste zu leisten, Wegebauarbeiten durchzuführen oder zu Ostern Eier und zu Martini Roggen an die Breitenfelder Pfarrei zu liefern, wobei diese zum Teil wohl bereits nicht mehr tatsächlich, sondern durch Geldzahlungen erbracht werden konnten. Die Bauern hatten zur Ablösung der Verpflichtung eine Geldentschädigung oder eine Landabtretung vorzunehmen. Vor allem Letzteres führte zu einer starken wirtschaftlichen Belastung für die Bauern und schmälerte die Hofgrößen, während sich der Grundbesitz der herrschaftlichen Familien noch vergrößerte. Dieser Phase zog sich in Breitenfeld bis in die 1850er Jahre hin. Die Verpflichtung zur Lieferung von Eiern und Roggen bestand zum Teil noch bis 1903.
Während Breitenfeld heute verkehrstechnisch abgelegen liegt und die durch den Ort führenden Landstraße keine größere überregionale Funktion hat, war dies ursprünglich anders. Durch den Ort führte die von Magdeburg kommende in Richtung Lüneburg führende Handelsstraße. Der Handelsweg führte von Magdeburg über Neuhaldensleben, Calvörde nach Solpke. Von dort konnte man entweder über Quarnebeck und Jübar oder über Breitenfeld und Klötze in Richtung Lüneburg reisen. Breitenfeld war aufgrund seiner Grenzlage samt Zollstation ein wichtiger Punkt auf der Strecke. Dementsprechend hatte auch das Gastgewerbe im Ort eine größere Bedeutung. Die Gastwirte gehörten, nicht nur in Breitenfeld, zu den wohlhabendsten Familien. Für Breitenfeld ist der Gastwirt Johann Friedrich Hirsemann zu erwähnen, der in der Mitte des 18. Jahrhunderts eine Gastwirtschaft im Ort betrieb. Hiersemann war zuvor Gutsverwalter auf dem nördlich gelegenen Gut Zichtau. Mit dem ab 1840 einsetzenden Bau von Chausseen als Landstraßen von Magdeburg nach Hamburg bzw. von Gardelegen über Klötze nach Oebisfelde verlor die durch Breitenfeld führende Straße ihre überregionale Bedeutung.
Durch die Begradigung des östlich des Ortes verlaufenden Bachlaufs wurden die in der Nähe des Baches befindlichen sumpfigen Flächen zu den besten Äckern der Gemarkung. Allerdings fielen andere bis dahin gut Äcker trocken und mussten als Wald genutzt werden.
Im Jahr 1828 wurde auf einer Anhöhe am Dorf am Weg nach Schwiesau eine Windmühle gebaut. 1896 kam ein festes Gebäude hinzu. Ein Blitzschlag beschädigte die Mühle 1897 schwer. Es folgte eine Instandsetzung. 1949 wurde die unrentabel gewordene Mühle abgerissen.

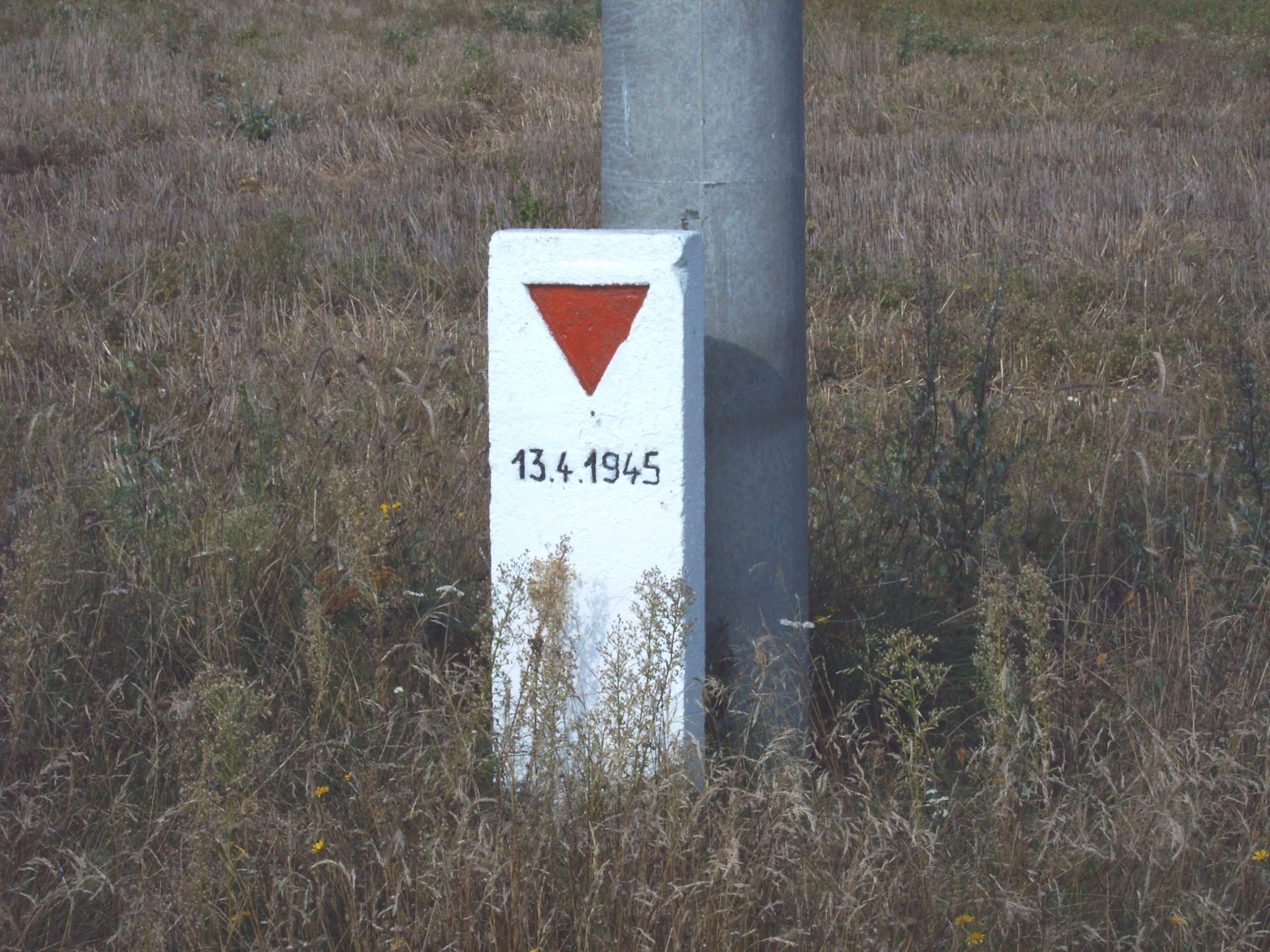
Gedenkstein an den Todesmarsch

### Weltkriege und Todesmarsch
In den Weltkriegen des 20. Jahrhunderts starben viele zu den deutschen Streitkräften gehörende Bürger Breitenfelds. An die 17 Toten und 4 Vermissten des Ersten Weltkrieges und die 22 Toten des Zweiten Weltkrieges erinnert ein Kriegerdenkmal vor der Dorfkirche.
Am 13. April 1945 zog ein Todesmarsch durch den Ort. Die deportierten KZ-Häftlinge kamen aus dem KZ-Außenlager Hannover-Stöcken und aus mehreren Außenlagern des Konzentrationslagers Mittelbau-Dora. Sie waren am 11. April 1945 mit einem Räumungstransport per Bahn bis Mieste verschleppt worden. Von dort aus trieben die bewaffneten Wachmannschaften sie in mehreren Gruppen in nördliche bzw. nordöstliche Richtung weiter. Eine Gruppe war über Solpke, die andere über Sichau gezogen. Beide Häftlingskolonnen trafen dann in der Gegend von Breitenfeld ein. Die Häftlinge übernachteten im Wald, ein Teil auf einer Breitenfelder Viehkoppel. Einige Gefangene konnten in die nahen Hellberge fliehen, worauf einige Männer des Dorfes sich an der bewaffneten Jagd nach den Entflohenen gemeinsam mit den Wachmannschaften beteiligten. Die Häftlinge auf der Koppel wurden am 12. April 1945 abtransportiert und möglicherweise erschossen. Die erste Gruppe zog dann am Freitag, den 13. April 1945 durch Breitenfeld in Richtung Schwiesau. Die zweite Gruppe zog in Richtung Möncheberg durch die Hellberge. Mehrere Gedenksteine entlang des Weges erinnern an den Todesmarsch. In und um Breitenfeld starben circa 20 Häftlinge. Sie wurden auf dem Breitenfelder Friedhof beigesetzt, ein Gedenkstein erinnert dort an ihr Schicksal und das dreier gefallener Soldaten. Der Marsch endete in Gardelegen an der Isenschnibber Feldscheune. Dort wurden mehr als 1000 Menschen ermordet.

### Nachkriegszeit
Als besonders einschneidend stellten sich nach dem Ende des Zweiten Weltkriegs die im Zuge der Bodenreform erfolgten Veränderungen dar. In der Sowjetischen Besatzungszone und damit auch in Breitenfeld wurden sämtliche Bauernhöfe mit einer Fläche von mehr als 100 Hektar als Großgrundbesitzer betrachtet und enteignet. In Breitenfeld betraf dies die fünf Höfe: Friedrich Isensee, Friedrich Matthies, Friedrich Preetz, Otto Preetz, und Wilhelm Preetz. Die enteigneten Flächen wurden an Landarbeiter, Vertriebene und sonst landlose Bauern verteilt. Später wurden die Bewirtschaftung der Flächen während der Zwangskollektivierung neu geregelt.
Die Einwohnerzahl Breitenfelds stieg auf Grund der im Ort untergebrachten Flüchtlinge zunächst deutlich an. Es gab Streit über die Versorgung der neuen Bewohner. 24 Umsiedlerfamilien begehrten 1946 die Zuteilung von Gartenland zur Selbstversorgung. Sie beklagten, dass ihnen die ortsansässigen Familien kein Land zur Verfügung stellten und auch kein Gemüse verkauften.:S. 127
Ab 1947 bestand in Breitenfeld eine Poststelle, die erst 1994 aufgegeben wurde.

### DDR
Im Jahr 1960 gewann Breitenfeld im Wettbewerb "Das schönste Dorf" einen der vorderen Plätze und 7.000 DM. Anders als heute verfügte Breitenfeld damals auch über einen Laden und eine Gaststätte. Schon aus der Zeit vor 1945 bestand im Ort einen Konsum. Neben Lebensmitteln gab es auch Schuhe und Textilien. Im Mai 1991 wurde das Geschäft geschlossen. Am Ortseingang aus Richtung Schwiesau bestand über viele Jahrzehnte eine Gaststätte deren Gebäude samt Saal auch heute erhalten ist. Nach der Schließung wurde die Gaststätte noch über einige Zeit als Getränkeshop weitergeführt.

#### Krippe und Schule
1960 wurde im Dorf auch eine Kinderkrippe für zunächst 14 Kinder gegründet. Nachdem die Krippe 1963 wieder geschlossen worden war, erfolgte 1966 eine Neueröffnung. Die Krippe wurde von der LPG und der Gemeinde getragen. Mangels einer ausreichenden Zahl der Kinder wurde die Krippe jedoch 1970 endgültig geschlossen.
Ein ähnliches Schicksal traf die traditionsreiche Breitenfelder Schule. Ein eigenes Schulhaus ist für Breitenfeld bereits 1751 erwähnt. Allerdings dürfte der jeweilige Küster bereits deutlich früher Unterricht gegeben haben. Zunächst worden wohl nur oder doch zumindest überwiegend Jungen unterrichtet. In der ersten Hälfte des 19. Jahrhunderts drängten jedoch die preußischen Behörden auf den Besuch auch von Mädchen. Während 1910 56 Schüler und 1928 54 Schüler die Breitenfelder Schule besuchten sanken die Schülerzahlen in der Zeit der DDR deutlich ab. Die Schüler wurden von der ersten bis zur achten Klasse in einem Raum gemeinsam unterrichtet. Letzter Lehrer war von 1949 bis etwa 1970 der spätere Ehrenbürger Wilhelm Reinhardt. Circa 1970 wurde dann die Breitenfelder Schule geschlossen.

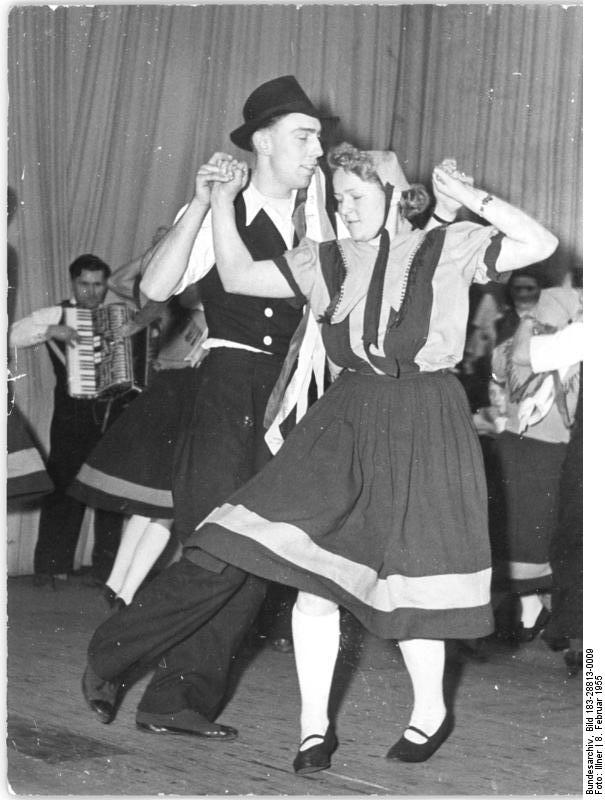
Fasselabendtanz des Volkskunstensembles, 1955 in Leipzig

#### Volkskunstensemble
Überregionale Bekanntheit erlangte ein in den 1950er und 1960er Jahren aktives Breitenfelder Volkskunstensemble. Der 1951 nach Breitenfeld gekommene Lehrer und später zum Ehrenbürger ernannte Wilhelm Reinhardt gründete noch im gleichen Jahr einen Chor, aus dem sich eine Volkskunstgruppe entwickelte. Noch 1951 zählte sie bereits 72 Mitglieder. Neben Gesang widmete sie sich auch Musik, Tanz und der regionalen Mundart. Auch die historischen Trachten des Orts wurden gepflegt und nach alten Vorbildern erneuert. 1954 erzielte die Gruppe mit einem eigenen Programm einen zweiten Platz beim Volkskunstwettbewerb des Bezirks Magdeburg. Es folgten diverse Auftritte außerhalb, darunter 1955 in Leipzig und 1960 in Hamburg. Im Zusammenhang mit diesen kulturellen Aktivitäten war Breitenfeld im Jahr 1955 Erfassungsort der Forschung zum altmärkischen Volksgesang. 1956 erhielt das Ensemble den Staatspreis für künstlerisches Volksschaffen.

### Nach der politischen Wende des Jahres 1989
Nach 1990 fanden umfangreiche Arbeiten insbesondere an Straßen und Gehwegen statt. Der Dorfteich und dessen Umgebung wurden neu gestaltet. Das Jahr 2008 stand im Zeichen der 750-Jahr-Feier der ersten urkundlichen Erwähnung. Bei einem Fest mit Feuerwerk am 28. Februar wurde auch eine neue Fahne mit Gemeindewappen eingeweiht. Die Gemeinde ließ im Jahre 2008 erstmals eine umfangreiche Chronik durch die Historikerin Corrie Leitz aus Gladigau erarbeiten. Vom 20. bis 22. Juni 2008 feierten die Breitenfelder ihr 750-jähriges Jubiläum.

### Verwaltungsgeschichte und Eingemeindung
Ab 1815 gehörte die Gemeinde zum Kreis Gardelegen, dem späteren Landkreis Gardelegen. Ab dem 25. August 1952 gehörte die Gemeinde Breitenfeld zum Kreis Gardelegen. Am 1. Juli 1994 wurde die Gemeinde in den Altmarkkreis Salzwedel umgegliedert.
Am 1. Januar 2011 wurde Breitenfeld per Landesgesetz in die Stadt Gardelegen eingemeindet.

### Einwohnerentwicklung
Anfang des 19. Jahrhunderts wurden in Breitenfeld noch deutlich unter 200 Einwohner gezählt. Im Ergebnis der Verbesserungen in der Landwirtschaft stieg diese Zahl bis 1854 um etwa 40 % auf 246. Bis zum Anfang des 20. Jahrhunderts setzte sich der Anstieg dann langsamer fort. Die Einwohnerzahl stieg um nochmals 10 % auf 270. Die Höchstzahl ergab sich kurz nach dem Zweiten Weltkrieg mit einem sprunghaften Anstieg auf 433, was auf Flüchtlinge und die besonderen Umstände der Nachkriegszeit zurückzuführen ist. Es lebten jetzt auch deutliche mehr Frauen (56 %) als Männer im Dorf. Auch lebten im evangelisch geprägten Breitenfeld jetzt einige Bewohner katholischen Glaubens. Bereits kurze Zeit später war die Zahl der Einwohner wieder auf Vorkriegsniveau abgesunken. Derzeit befindet sich die Einwohnerzahl auf einem historischen Tiefststand mit weiter deutlich sinkender Tendenz.
| Einwohnerentwicklung in Breitenfeld 1801 bis 2022 | Einwohnerentwicklung in Breitenfeld 1801 bis 2022 | Einwohnerentwicklung in Breitenfeld 1801 bis 2022 | Einwohnerentwicklung in Breitenfeld 1801 bis 2022 | Einwohnerentwicklung in Breitenfeld 1801 bis 2022 | Einwohnerentwicklung in Breitenfeld 1801 bis 2022 | Einwohnerentwicklung in Breitenfeld 1801 bis 2022 | Einwohnerentwicklung in Breitenfeld 1801 bis 2022 | Einwohnerentwicklung in Breitenfeld 1801 bis 2022 | Einwohnerentwicklung in Breitenfeld 1801 bis 2022 | Einwohnerentwicklung in Breitenfeld 1801 bis 2022 | Einwohnerentwicklung in Breitenfeld 1801 bis 2022 |
| Jahr                                              | Einwohner                                         | Jahr                                              | Einwohner                                         | Jahr                                              | Einwohner                                         | Jahr                                              | Einwohner                                         | Jahr                                              | Einwohner                                         | Jahr                                              | Einwohner                                         |
| ------------------------------------------------- | ------------------------------------------------- | ------------------------------------------------- | ------------------------------------------------- | ------------------------------------------------- | ------------------------------------------------- | ------------------------------------------------- | ------------------------------------------------- | ------------------------------------------------- | ------------------------------------------------- | ------------------------------------------------- | ------------------------------------------------- |
| 1801                                              | 176                                               | 1814                                              | 254                                               | 1818                                              | 184                                               | 1832                                              | 197                                               | 1840                                              | 219                                               | 1854                                              | 246                                               |
| 1864                                              | 243                                               | 1867                                              | 233                                               | 1871                                              | 226                                               | 1880                                              | 229                                               | 1885                                              | 247                                               | 1892                                              | 253                                               |
| 1895                                              | 267                                               | 1900                                              | 266                                               | 1925                                              | 269                                               | 1926                                              | 270                                               | 1946                                              | 433                                               | 1948                                              | 433                                               |
| 1964                                              | 244                                               | 1970                                              | 258                                               | 1976                                              | 215                                               | 1991                                              | 151                                               | 1995                                              | 145                                               | 1998                                              | 160                                               |
| 2003                                              | 168                                               | 2005                                              | 164                                               | 2006                                              | 159                                               | 2007                                              | 153                                               | 2008                                              | 145                                               | 2012                                              | [0]149                                            |
| 2021                                              | [0]145                                            | 2022                                              | [0]154                                            |                                                   |                                                   |                                                   |                                                   |                                                   |                                                   |                                                   |                                                   |

## Politik

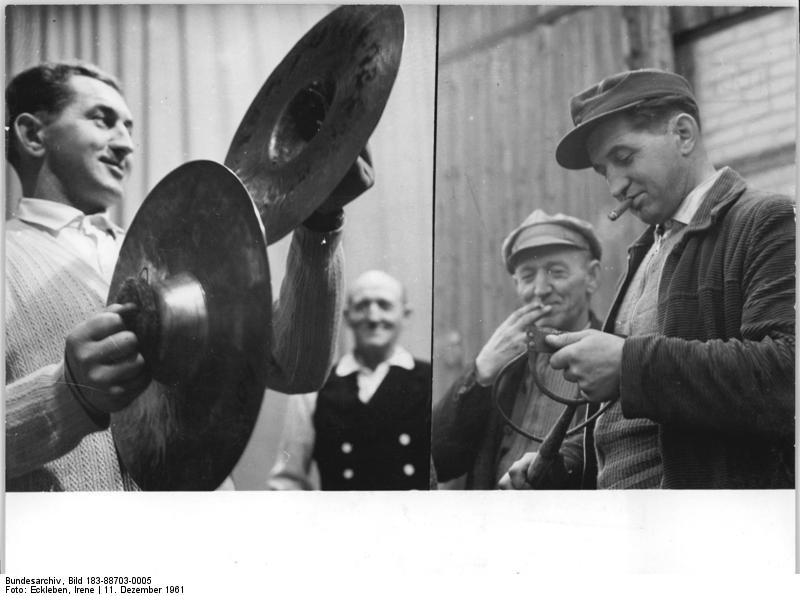
Späterer Bürgermeister Günter Verter 1961 bei einem Auftritt mit dem Volkskunstensemble und bei der Arbeit

Bernd Wießel (CDU) war von 1990 bis zur Zwangseingemeindung nach Gardelegen am 1. Januar 2011 Bürgermeister der Gemeinde. Der Gemeinderat wurde letztmals 2009 gewählt und bestand aus weiteren sieben Mitgliedern.
Bürgermeister der Gemeinde waren seit 1939:
| - 1939–1946: Wilhelm Henneick - 1947–1950: Albert Bels - 1950–1957: Fritz Borrosch - 1957–1961: Margarete Joetzke (SED) - 1961–1968: Fritz Borrosch (SED) - 1969–1975: Erich Felke (SED) - 1975–1982: Günter Verter (SED) - 1982–1984: Berthold Danker (SED) - 1984–1984: Reiner Ulrich (SED) - 1984–1990: Klaus-Jürgen Reinhardt (DBD) - 1990–2010: Bernd Wießel (CDU) |

### Wappen
Das Wappen wurde am 31. Januar 2008 durch den Landkreis genehmigt.
Blasonierung: „Gespalten von Gold und Rot, zwischen je einer vom Spalt aus schräg gestellten Ähre mit Blatt in verwechselten Tinkturen ein gesenktes Schwert mit silberner Klinge und goldenem Griff mit Knauf und Parierstange.“
In Vorbereitung seiner 750-Jahr-Feier beauftragte die Gemeinde den Magdeburger Kommunalheraldiker Jörg Mantzsch mit der Erarbeitung eines rechtsgültigen Wappens und die Einleitung des Genehmigungsverfahrens. Die vom Heraldiker dargestellte Wappensymbolik gründet sich auf die Besonderheit, dass die Gemeinde ca. 400 Jahre geteilt war. Einerseits gehörte sie zur Mark Brandenburg, andererseits zu Braunschweig-Lüneburg.
Während Brandenburg (Altmark) die Wappentinkturen Rot-Silber trug, sind die Wappentinkturen von Braunschweig-Lüneburg Blau-Gold. Für das Breitenfelder Wappen wurden entsprechend den Gepflogenheiten der Tingierung darum als Farbe Rot und als Metall Gold gewählt. Die Teilung des Ortes drückt der gespaltene Schild aus.
Die Urkunde der Ersterwähnung von Breitenfeld stammt vom Februar 1258 und enthält einen Friedensvertrag. Auf diesen historischen Fakt bezogen, wurde ein gesenktes Schwert in die Mitte des Wappens gestellt. Bezugnehmend auf die Landwirtschaft des Bauerndorfes enthält das Wappen zwei schräg gestellte Ähren in verwechselten Tinkturen.
Am 30. August 2007 beschloss der Gemeinderat in einer Diskussion, diese Elemente im neu zu gestaltenden Wappen zu verwenden. Aus mehreren stilistischen Varianten, die zur Entscheidung vorgeschlagen wurden, beschloss die Gemeinde das hier dargelegte Wappen.

## Sehenswürdigkeiten
Zu erwähnen ist die Dorfkirche Breitenfeld und das in der Nähe befindliche Kriegerdenkmal Breitenfeld. Eine Gedenkstätte auf dem Ortsfriedhof erinnert an zwanzig ermordete KZ-Häftlinge, die Opfer des Todesmarsches vom April 1945 wurden sowie drei bei Breitenfeld gefallene Soldaten. Neben kleinen Gedenksteinen entlang des Weges des Todesmarsches, erinnert in der Nähe des Ortsausganges in Richtung Jeggau ein weiteres Mahnmal an den Todesmarsch.

## Wirtschaft
Breitenfeld ist landwirtschaftlich geprägt. In überschaubarem Umfang bestehen Betriebe der Tourismus- und Beherbergungsbranche. Touristisch interessant ist der Ort durch seine ruhige Lage zwischen Altmark und Drömling und als Ausgangspunkt für Wanderungen in die nahegelegenen Hellberge.

## Feste

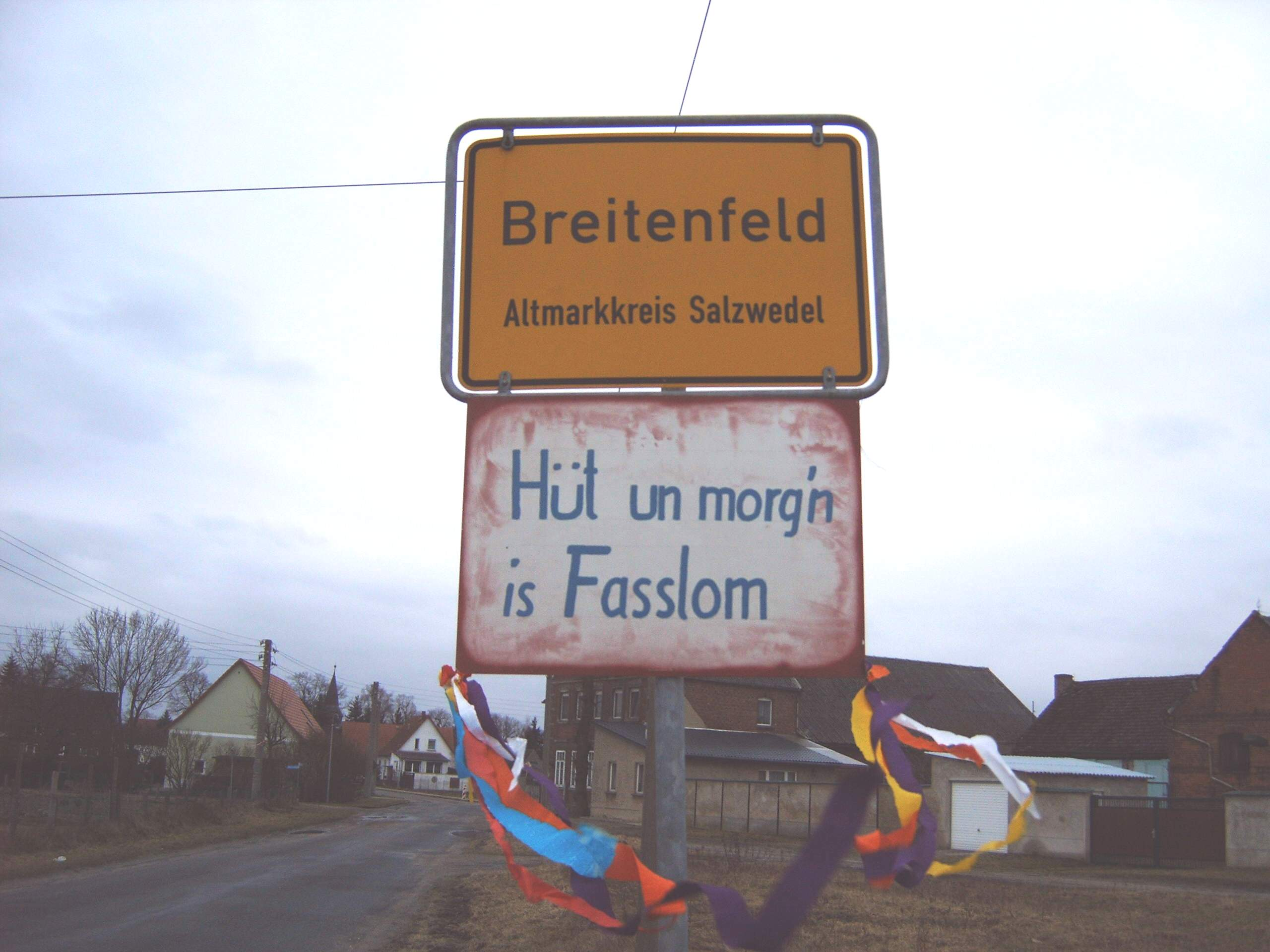
Geschmücktes Ortseingangsschild zum Fasslomfest 2006

Im Dorf werden traditionell mehrere Feste gefeiert. Um den 6. Januar eines jeden Jahres werden die Weihnachtsbäume verbrannt. Jeweils an einem Wochenende Mitte Februar findet das Fasslomfest statt. Die Vorbereitung obliegt dem Festkomitee dem ein Schuldknecht und ein Schöffe angehört. Das Dorf wird mit bunten Bändern geschmückt. Schilder an den Ortseingängen verkünden die Faslomzeit. Am Vormittag des Sonnabends beginnt der so genannte Heischezug. Hierbei ziehen die Fasslomstüber von Haus zu Haus. Sie verkünden das Frühjahr und die Fruchtbarkeit und erheischen Gaben. Alkohol spielt hierbei bereits eine nicht unerhebliche Rolle. Regelmäßig erklingt ein Ausruf der durch die Anwesenden mit Fasslom! beantwortet wird. Am Abend findet dann eine Auswertung mit anschließendem gemütlichen Beisammensein im Gemeinderaum statt. Am Sonntag folgt ein gemeinsames Mittagessen. Sodann erfolgt die Übergabe einer Wurstkrone beim Bürgermeister, gefolgt von einem Umzug durch das Dorf mit Blasmusik. Die Feiern klingen dann mit Kaffee und Kuchen aus.
Zu Ostern wird traditionell ein Osterfeuer entfacht. Der Kindertag wird mit einem Kinderfest begangen. Am 3. Oktober findet ein Grillfest anlässlich der Feierlichkeiten zum Tag der Deutschen Einheit statt.

## Persönlichkeiten
Der deutsche Theologe Eduard Schleiff (1837–1910) war von 1865 bis 1874 Pfarrer in Breitenfeld. Phöbus Moses Philippson (1807–1870), Arzt und Schriftsteller, verstarb am 1. April 1870 im Ort.

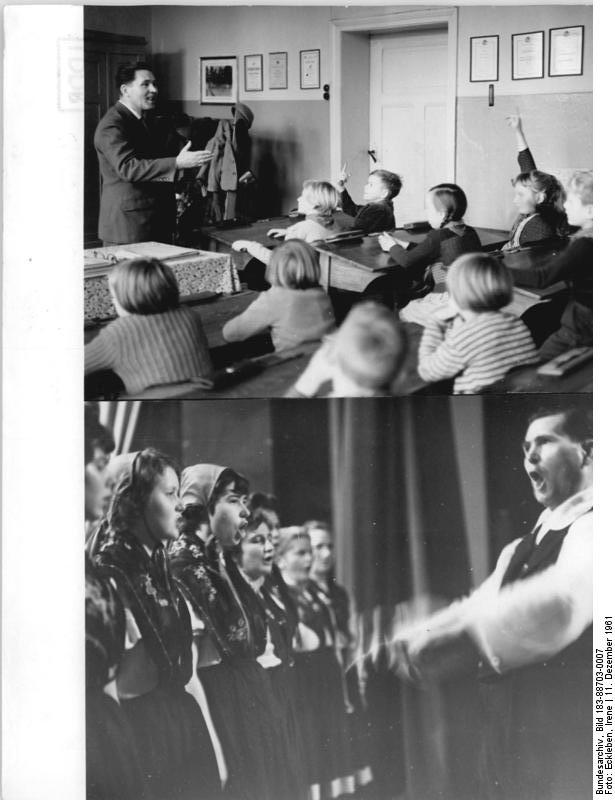
Ehrenbürger Wilhelm Reinhard im Jahr 1961 vor einer Schulklasse und beim Auftritt mit dem Breitenfelder Volkskunstensemble

### Ehrenbürger
Am 7. September 1994 wurden Wilhelm Reinhard und Dieter Wollner vom Gemeinderat zu Ehrenbürgern Breitenfelds ernannt. Reinhard (1904–1999) war Lehrer und hatte sich als langjähriger Leiter des Breitenfelder Volkskunstensembles um das Kulturleben der Gemeinde und der Region verdient gemacht. Wollner (* 1927) war von 1958 bis 1994 engagierter Pfarrer in Breitenfeld.

## Religion
Die evangelische Kirchengemeinde Breitenfeld, die früher zur Pfarrei Breitenfeld gehörte, gehört seit 2003 zusammen mit den Kirchengemeinden Jeggau und Köckte zum Kirchspiel Breitenfeld-Jeggau. Es wird heute betreut vom Pfarrbereich Breitenfeld im Kirchenkreis Salzwedel im Propstsprengel Stendal-Magdeburg der Evangelischen Kirche in Mitteldeutschland. Bis 1998 hatte die Kirchengemeinde zum Kirchenkreis Gardelegen gehört.
Die ältesten überlieferten Kirchenbücher für Breitenfeld stammen aus dem Jahre 1623.